# توني شابمان
توني شابمان (بالإنجليزية: Tony Chapman)‏ هو طبال وموسيقي بريطاني، ولد في القرن العشرين.

## وصلات خارجية
- توني شابمان على موقع ميوزك برينز (الإنجليزية)